# ایزابل کیث
ایزابل کیث (انگلیسی: Isabelle Keith؛ ‏ ۲۷ مهٔ ۱۸۹۸ – ۲۰ ژوئیهٔ ۱۹۷۹) بازیگر اهل ایالات متحده آمریکا بود.
از فیلم‌هایی که وی در آن نقش داشته‌است، می‌توان به روز عالی، شاهنشاه، به میل خودشان، بزرگ باش!، راسپوتین و امپراتریس، بربرها، پزشکان، ملودرام منهتن، آنا کارنینا، سرعت و چهار سوار سرنوشت اشاره کرد.